# Kelly Lee Owens

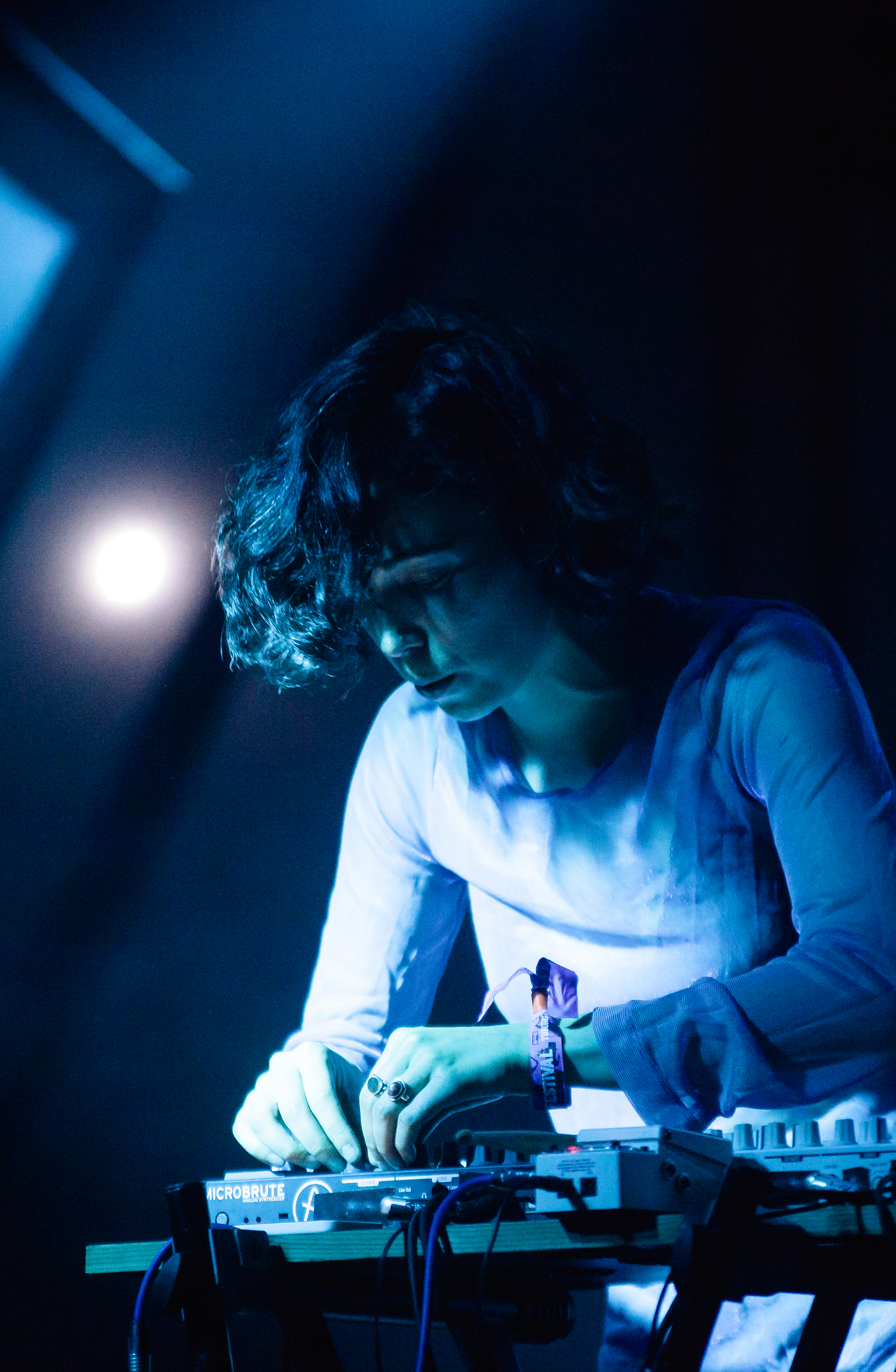
Kelly Lee Owens 2018 beim Roskilde Festival in Denmark

Kelly Lee Owens (* 24. August 1988 in Rhuddlan, Wales) ist eine britische Dance- und Electronic-Musikerin. 2017 hatte sie erste Erfolge mit ihrem Debütalbum. Das zweite Album Inner Song kam 2020 in die britischen Charts.

## Biografie
Von ihrer nordirischen Heimat ging Kelly Lee Owens erst nach Manchester und kam 2009 nach London, wo sie ein Praktikum bei XL Recordings absolvierte. Sie schloss sich als Bassistin und Zweitstimme der Shoegaze-Band The History of Apple Pie an. 2013 veröffentlichten sie ihr Debütalbum. Daneben arbeitete sie in Plattenläden und knüpfte weitere musikalische Beziehungen. Sie lernte den DJ Daniel Avery kennen und arbeitete mit ihm zusammen. Als Sängerin war sie 2012 auf seiner EP Water Jump und im Jahr darauf bei drei Songs seines Debütalbums Drone Logic vertreten. Danach verließ sie History of Apple Pie, um sich auf eine Solokarriere zu konzentrieren.
Ihre erste Doppel-Single mit den Songs Lucid und Arthur veröffentlichte sie 2015 in Eigenregie. Neben weiteren Singles erschienen auch weitere Features und Remixes. 2016 erschien Oleic beim Label Smalltown Supersound, über das sie ein Jahr später auch ihr Debütalbum mit ihrem Namen als Titel veröffentlichte. Es war ein Achtungserfolg und verschaffte ihr einige Anerkennung. Mit Singles wie Birds und Let It Go war sie in den folgenden Jahren in den Vinyl-/Physical-Singles-Charts vertreten.
Ihr größter Erfolg war 2020 ihr zweites Album Inner Song. Damit kam sie in die offiziellen Albumcharts und auf Platz 3 der Dancecharts. Auf dem Album war auch John Cale von Velvet Underground als Gastsänger bei Corner of My Sky beteiligt. Auch international erhielt es Anerkennung und brachte ihr den Preis der deutschen Schallplattenkritik. Ein weiteres Album mit dem Titel LP.8 folgte zwei Jahre später. Außerdem wurde sie beauftragt, ein Stück für die Fußball-Weltmeisterschaft der Frauen 2023 zu schreiben. Es trägt den Titel Unity.
2024 wechselte Owens zum Label dh2, wo das Album Dreamstate erschien. Sie arbeitete mit prominenten Produzenten wie Bicep, Tom Rowlands und George Daniel zusammen. Musikalisch entwickelte es sich in Richtung Ibiza Trance. Es kam auf Platz 2 der britischen Dancecharts.

## Diskografie
Alben
- Kelly Lee Owens (2017)
- Inner Song (2020)
- LP.8 (2022)
- Dreamstate (2024)

Singles
- Lucid / Arthur (2015)
- Oleic (2016)
- More Than a Woman (2017, Original: Aaliyah)
- Birds (2018)
- Let It Go (2019)
- Melt (2020)
- Wake-Up (2021)
- Jeanette (2021)
- Unity (2021)
- Rituals (2023)